# 改造紙幣
改造紙幣（かいぞうしへい）とは、大日本帝国政府が発行した紙幣。損傷しやすく、偽造も多発した明治通宝紙幣と交換するため、1881年（明治14年）2月から発行され、1899年（明治32年）に廃止されるまで用いられた。

## 特徴
下記の通り、十円券から二十銭券までの5種類の券種が製造発行された。
紙幣の図案はイタリア人のエドアルド・キヨッソーネに委嘱され、偽札を防ぐため、印刷局の最高の技術を駆使して制作された。一円以上の券の肖像は神功皇后となっており、全券種に菊花章の勲章が描かれたため「神功皇后札」や「菊花章紙幣」と呼ばれた。神功皇后の肖像は文献資料や絵画・彫刻を参考にしつつ、エドアルド・キヨッソーネが紙幣局（印刷局）の女性職員をモデルとして創作したものであるが、西洋人女性風となっている。日本で発行された初の本格的な大型の肖像画入り紙幣でもある。なお肖像については明治天皇の肖像を採用することも企画段階で非公式に検討されたが、当時発行されていた金貨で天皇の肖像を図柄に用いることは国情に合わないとして却下されたのと同様に、最終的に採用されなかった。
紙幣用紙は三椏を原料としたもので、さらに五円以上の券には偽造防止を目的として本格的な透かしが導入されたが、これらはこの紙幣が初めての導入である。後に発行された日本銀行券（日本銀行兌換銀券、日本銀行兌換券含む）にも引き継がれており、今日の日本銀行券の様式の礎ともいえる存在である。
この改造紙幣は、政府紙幣として発行されたもので、題号（表題）は「大日本帝國政府紙幣」である。
額面金額は漢数字のみで表記されており、アラビア数字による額面表記はなく、表面中央に大きく書かれている額面金額の上には小さな「金」の文字が表記されている。
偽造罰則文言は「此紙幣ヲ贋造シ或ハ贋造ト知テ通用スル者ハ國法ニ處スベシ」（現代語訳：この紙幣を偽造し、あるいは偽造と知って使用する者は法律により処罰される）と書かれている。
一円以上の券の表面及び五十銭以下の券の裏面には、記録局長の割印が印刷されている。これについては、製造時に原符と呼ばれる発行控えが紙幣右側についており、当時の運用としては、発行時にこれを切り離して発行の上、紙幣の回収時に記録局長の割印を照合していた。国立銀行紙幣（不換紙幣）の記録局長・発行銀行の割印および日本銀行兌換銀券の旧券（大黒札）の文書局長の割印についても同様の運用がなされていた。
全体的に現存数が少ないため、現在の古銭市場ではその中で最も古銭的価値の低い二十銭券でも数千円以上、それ以外の券は数万円から数十万円以上と高値で取引されている。

## 十円券
- 題号: 大日本帝國政府紙幣
- 額面: 金拾圓（10円）

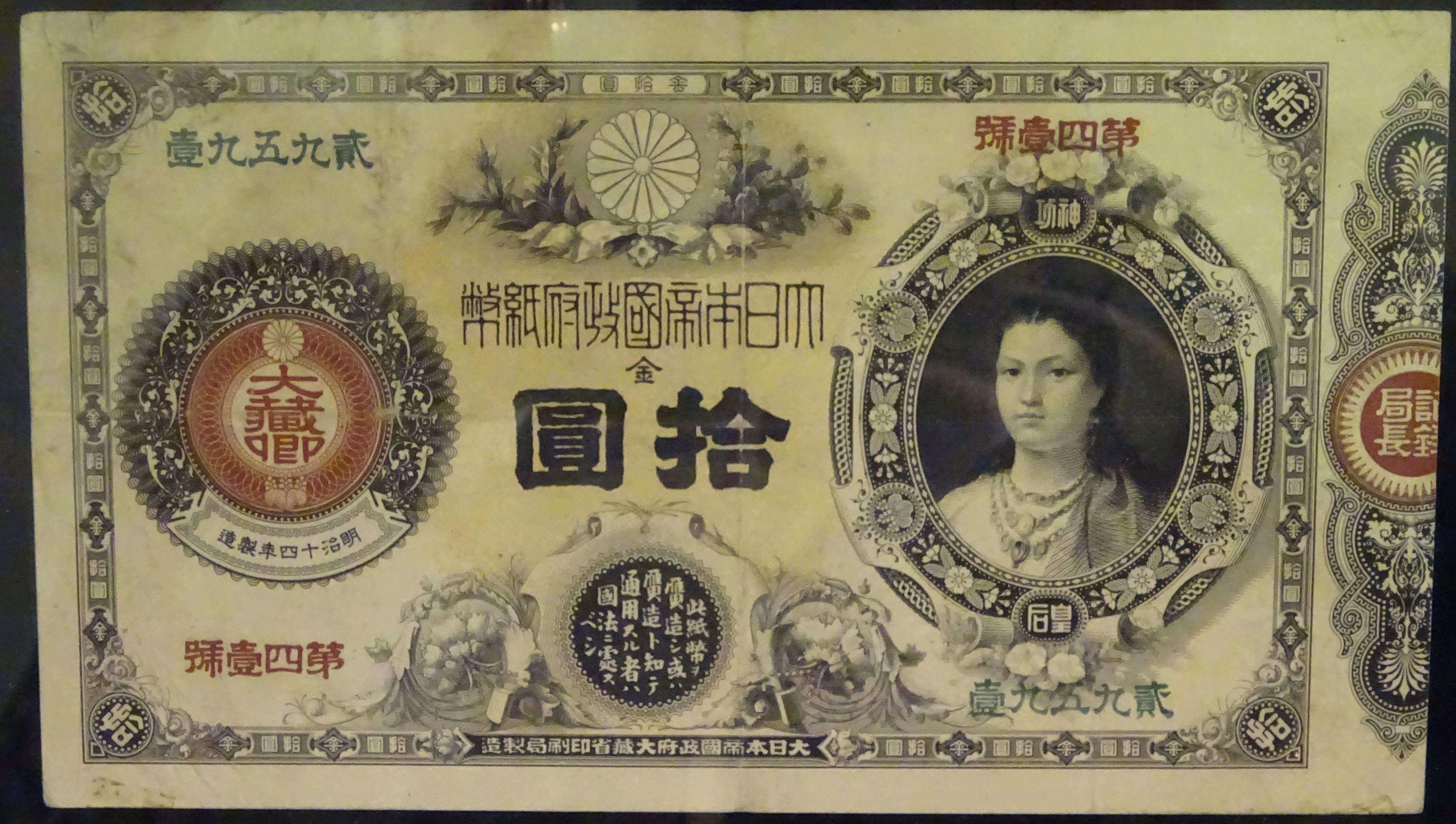
改造紙幣（十円券：表面） 1881年（明治14年）

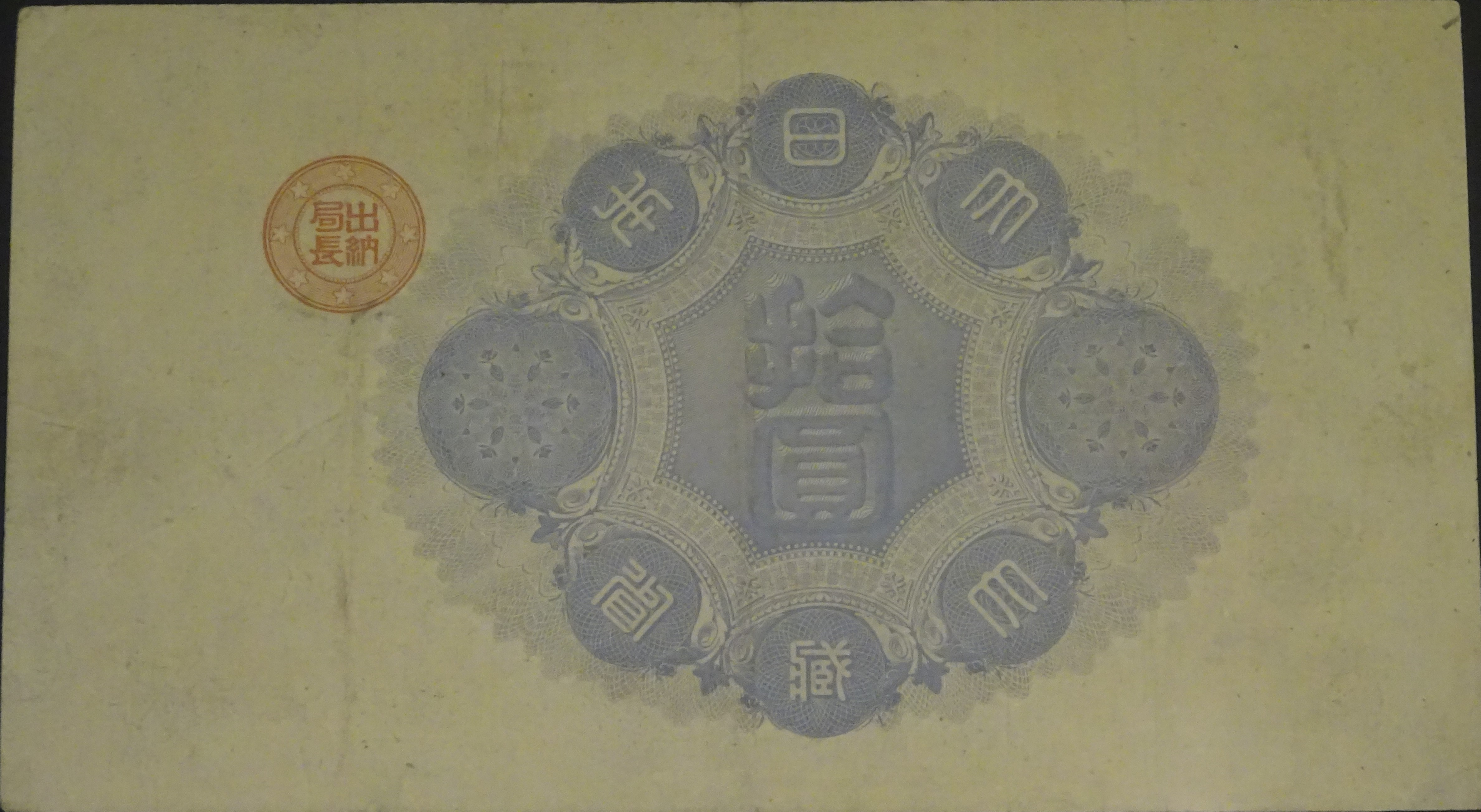
改造紙幣（十円券：裏面）

- 表面: 神功皇后、菊花紋章、偽造罰則文言、記番号、製造年
- 裏面: 「大日本」「大蔵省」「拾圓」の文字
- 印章: 〈表面〉大蔵卿印、記録局長印（割印）　〈裏面〉出納局長印
- 銘板: 大日本帝國政府大藏省印刷局製造
- 記番号色: 赤色（記号）および緑色（番号）
- 寸法: 縦93mm、横165mm
- 製造期間: 1882年（明治15年） - 1884年（明治17年）[10]
- 製造枚数: 3,661,140枚[10]
- 発行: 1883年（明治16年）[11]9月9日[1]
- 廃止: 1899年（明治32年）12月31日[12]

通称は「神功皇后10円」である。肖像の上下には桜花、肖像を取り囲む輪郭枠内には桜花と桐紋、表面中央の菊花紋章の周囲には右側に桂、左側に樫、下側に勲章の菊花章があしらわれている。記番号は漢数字であり、通し番号は5桁である。
透かしは「拾圓」の文字と唐草模様である。
使用色数は、表面4色（内訳は凹版印刷による主模様1色、地模様1色、印章・記番号2色）、裏面3色（内訳は主模様1色、地模様1色、印章1色）となっている。

## 五円券
- 題号: 大日本帝國政府紙幣
- 額面: 金五圓（5円）

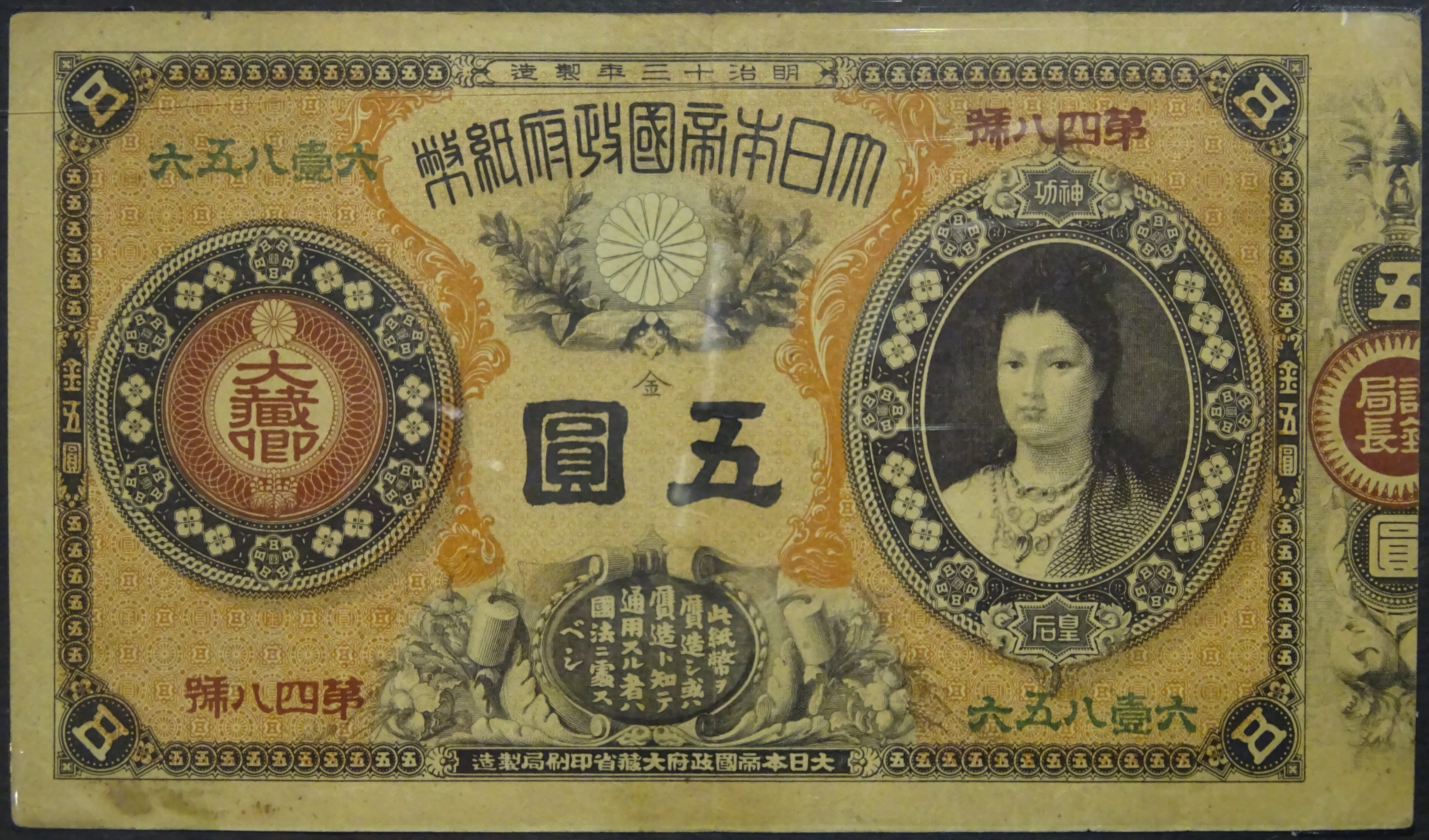
改造紙幣（五円券：表面） 1880年（明治13年）

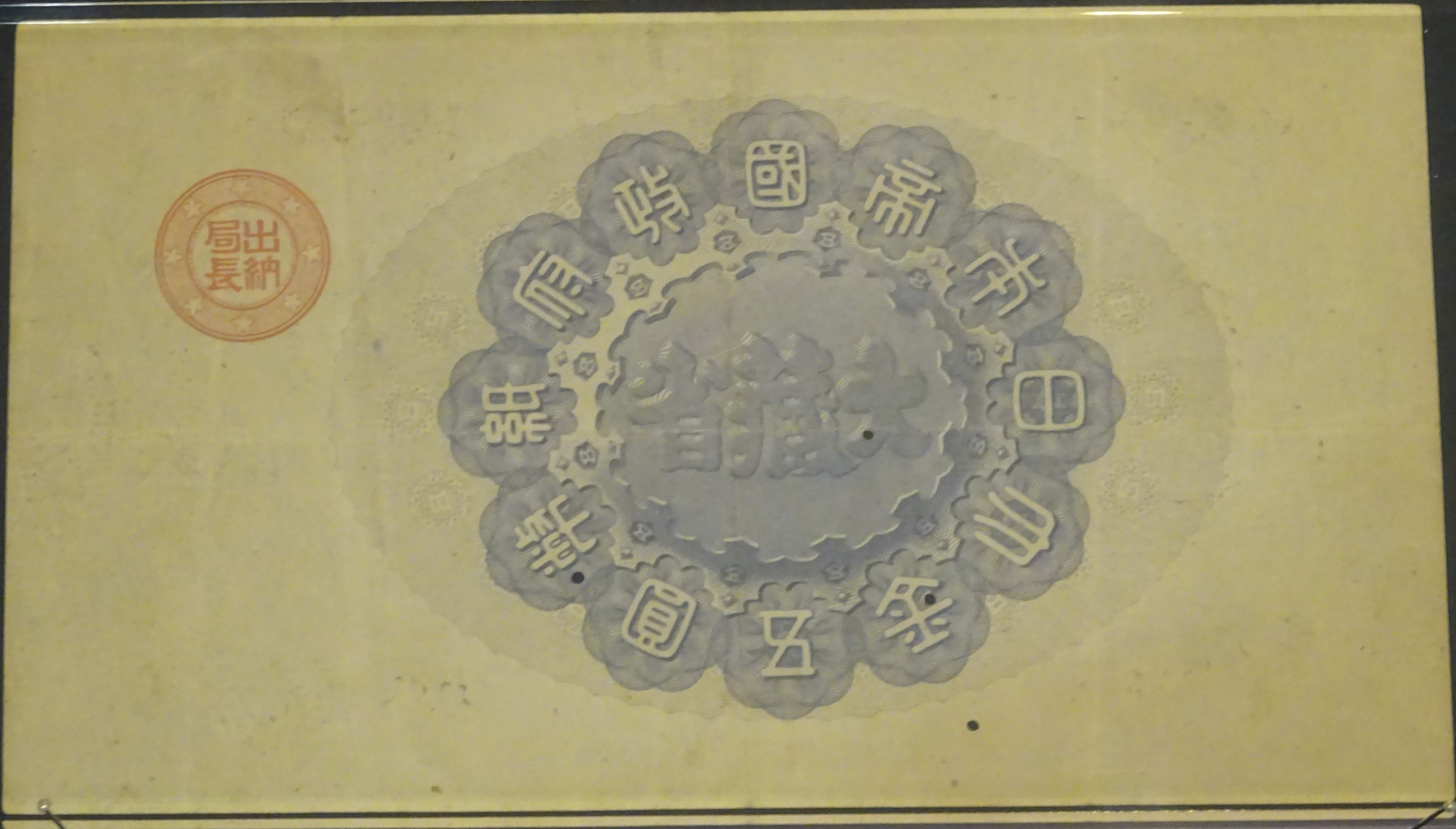
改造紙幣（五円券：裏面）

- 表面: 神功皇后、菊花紋章、偽造罰則文言、記番号、製造年
- 裏面: 「大日本帝国政府紙幣」「金五圓」の文字
- 印章: 〈表面〉大蔵卿印、記録局長印（割印）　〈裏面〉出納局長印
- 銘板: 大日本帝國政府大藏省印刷局製造
- 記番号色: 赤色（記号）および緑色（番号）
- 寸法: 縦83mm、横146mm
- 製造期間: 1881年（明治14年） - 1884年（明治17年）[10]
- 製造枚数: 6,850,140枚[10]
- 発行: 1882年（明治15年）7月[11]
- 廃止: 1899年（明治32年）12月31日[12]

通称は「神功皇后5円」である。表面中央の菊花紋章の周囲には右側に桂、左側に樫、下側に勲章の菊花章があしらわれている。記番号は漢数字であり、通し番号は5桁である。
透かしは蜻蛉と桜花の図柄である。
使用色数は、表面4色（内訳は凹版印刷による主模様1色、地模様1色、印章・記番号2色）、裏面3色（内訳は主模様1色、地模様1色、印章1色）となっている。

## 一円券
- 題号: 大日本帝國政府紙幣
- 額面: 金壹圓（1円）

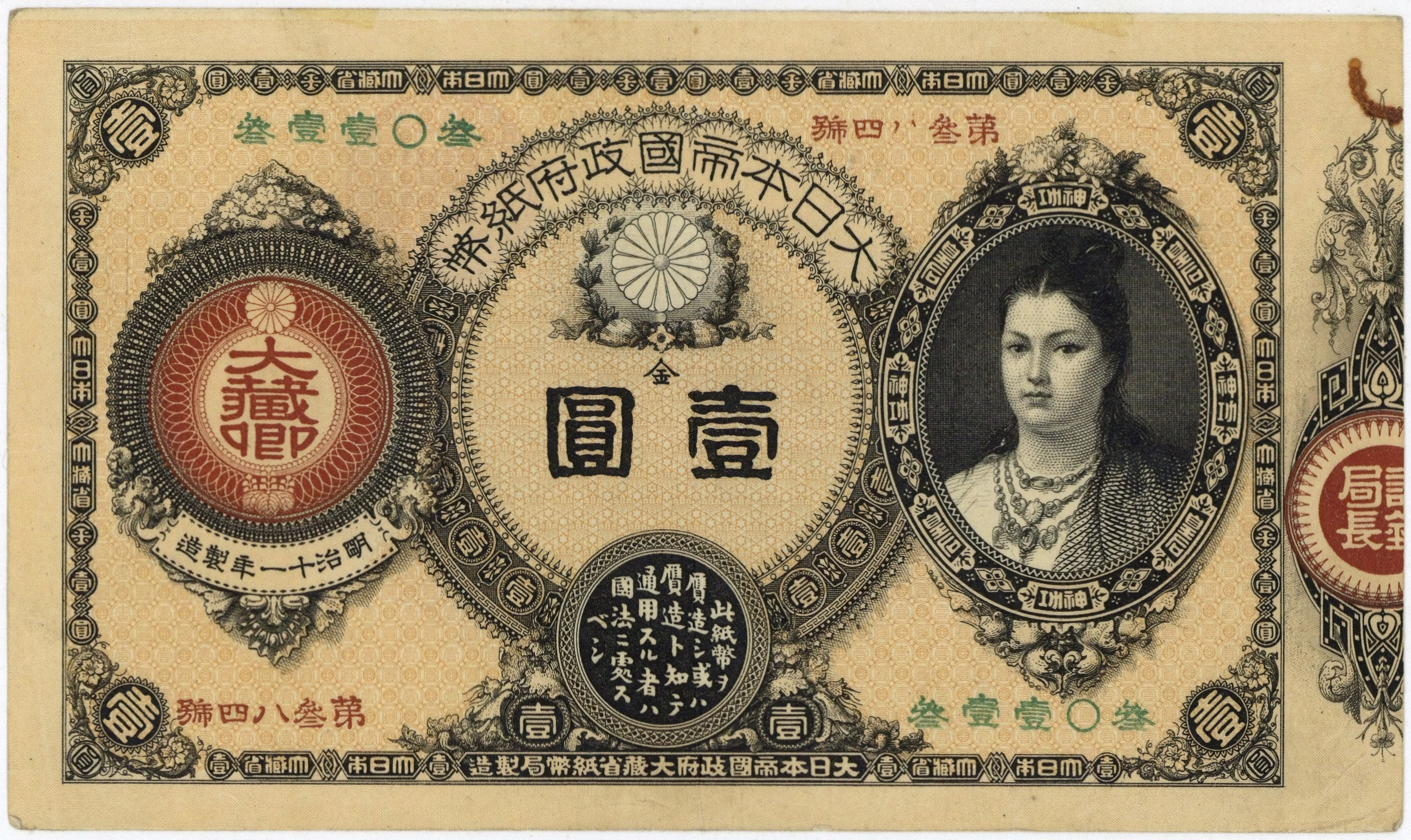
改造紙幣（一円券：表面） 1878年（明治11年）

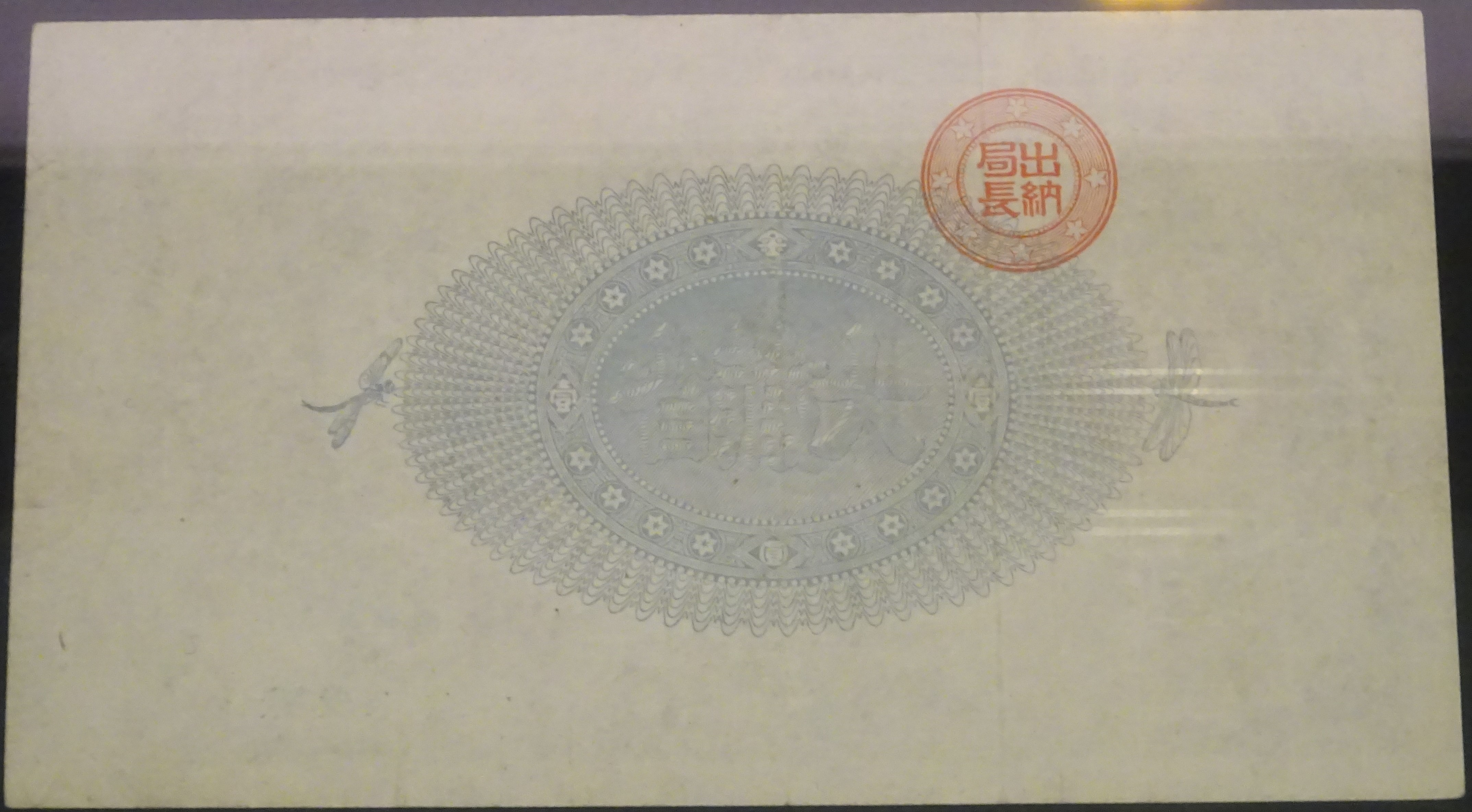
改造紙幣（一円券：裏面）

- 表面: 神功皇后、菊花紋章、偽造罰則文言、記番号、製造年
- 裏面: 「大蔵省」の文字
- 印章: 〈表面〉大蔵卿印、記録局長印（割印）　〈裏面〉出納局長印
- 銘板: 大日本帝國政府大藏省紙幣局製造
- 記番号色: 赤色（記号）および緑色（番号）
- 寸法: 縦77mm、横131mm
- 製造期間: 1879年（明治12年） - 1881年（明治14年）[10]
- 製造枚数: 45,642,290枚[10]
- 発行: 1881年（明治14年）2月[11]
- 廃止: 1899年（明治32年）12月31日[12]

通称は「神功皇后1円」である。肖像の上部には菊花が、表面中央の菊花紋章の周囲には右側に桂、左側に樫、下側に勲章の菊花章があしらわれている。裏面左右には蜻蛉の図柄が配されている。記番号は漢数字であり、通し番号は5桁である。
透かしは入っていない。
使用色数は、表面4色（内訳は凹版印刷による主模様1色、地模様1色、印章・記番号2色）、裏面2色（内訳は主模様1色、印章1色）となっている。

## 五十銭券
- 題号: 大日本帝國政府紙幣
- 額面: 金五拾錢（50銭）
- 表面: 菊花紋章、製造年
- 裏面: 「五十錢」の文字、偽造罰則文言、記番号
- 印章: 〈表面〉大蔵卿印　〈裏面〉出納局長印、記録局長印（割印）
- 銘板: 大日本帝國政府大藏省印刷局製造
- 記番号色: 赤色（記号）および緑色（番号）
- 寸法: 縦65mm、横101mm
- 製造期間: 1881年（明治14年） - 1885年（明治18年）[10]
- 製造枚数: 22,162,143枚[10]
- 発行: 1883年（明治16年）2月[11][1]
- 廃止: 1899年（明治32年）12月31日[12]

表面中央の菊花紋章の周囲には右側に桂、左側に樫、下側に勲章の菊花章があしらわれている。記番号は漢数字で裏面に印刷されており、通し番号は6桁である。肖像はなく、表面に大蔵卿印があることから、通称は「大蔵卿50銭」である。
透かしは入っていない。
使用色数は、表面3色（内訳は凹版印刷による主模様1色、地模様1色、印章1色）、裏面3色（内訳は主模様1色、印章・記番号2色）となっている。
この五十銭券の図案は、1917年（大正6年）に発行された大正小額政府紙幣の五十銭券に一部改変の上で流用された。

## 二十銭券
- 題号: 大日本帝國政府紙幣
- 額面: 金貳拾錢（20銭）
- 表面: 菊花紋章、製造年

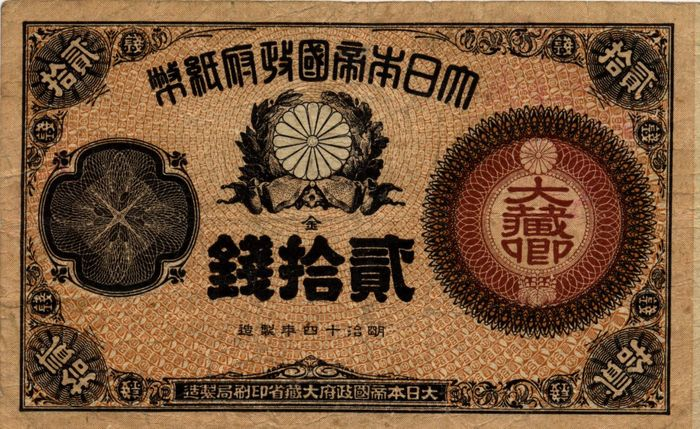
改造紙幣（二十銭券：表面） 1881年（明治14年）

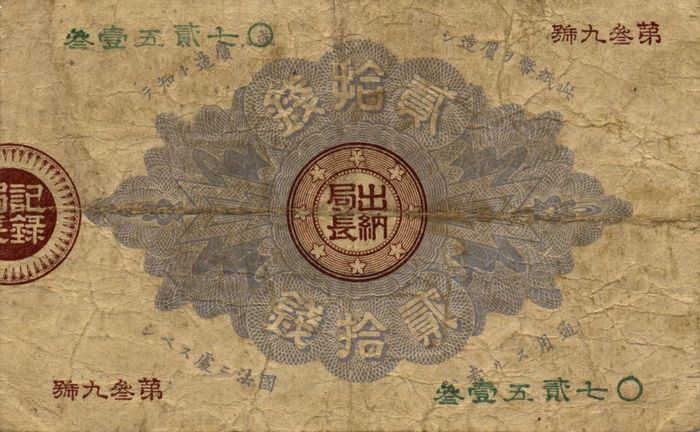
改造紙幣（二十銭券：裏面）

- 裏面: 「貳拾錢」の文字、偽造罰則文言、記番号
- 印章: 〈表面〉大蔵卿印　〈裏面〉出納局長印、記録局長印（割印）
- 銘板: 大日本帝國政府大藏省印刷局製造
- 記番号色: 赤色（記号）および緑色（番号）
- 寸法: 縦59mm、横93mm
- 製造期間: 1881年（明治14年） - 1885年（明治18年）[10]
- 製造枚数: 24,880,058枚[10]
- 発行: 1883年（明治16年）6月[11][1]
- 廃止: 1899年（明治32年）12月31日[12]

表面中央の菊花紋章の周囲には右側に桂、左側に樫、下側に勲章の菊花章があしらわれている。記番号は漢数字で裏面に印刷されており、通し番号は6桁である。肖像はなく、表面に大蔵卿印があることから、通称は「大蔵卿20銭」である。
透かしは入っていない。
使用色数は、表面3色（内訳は凹版印刷による主模様1色、地模様1色、印章1色）、裏面3色（内訳は主模様1色、印章・記番号2色）となっている。
この二十銭券の図案は、1917年（大正6年）に発行された大正小額政府紙幣の二十銭券に一部改変の上で流用された。また、大正小額政府紙幣の十銭券の図案も、改造紙幣の二十銭券の図案を元にして作られている。

## 廃止
日本銀行の設立により1885年（明治18年）から日本銀行券（日本銀行兌換銀券）が発行開始されたことを受け、西南戦争等を発端としたインフレーション沈静化を目的とした紙幣整理の政策の一環として1898年（明治31年）6月11日に公布された「政府発行紙幣通用廃止に関する法律」等に基づき、1899年（明治32年）12月31日をもって政府紙幣である改造紙幣および明治通宝の法的通用が禁止され廃止となった。なお、同年12月9日には国立銀行紙幣も通用停止となっており、これらにより日本国内で流通する紙幣は日本銀行券へ一元化された。

## 変遷
- 1881年（明治14年）2月：一円券発行開始[11]。
- 1882年（明治15年）7月：五円券発行開始[11]。
- 1883年（明治16年）2月：五十銭券発行開始[11][1]。
- 1883年（明治16年）6月：二十銭券発行開始[11][1]。
- 1883年（明治16年）9月9日：十円券発行開始[1]。
- 1885年（明治18年）6月10日：改造紙幣製造停止[14]。
- 1899年（明治32年）12月31日：「政府発行紙幣通用廃止ニ関スル法律」により紙幣整理が実施され改造紙幣全券種失効[12]。

後継は1885年（明治18年）5月9日から翌1886年（明治19年）にかけて発行開始された日本銀行兌換銀券（旧十円券、旧五円券、旧一円券）である。ただし日本銀行兌換銀券では額面金額1円未満の券種は発行されず、五十銭硬貨・二十銭硬貨（五十銭銀貨・二十銭銀貨）のみの発行となった。
この他に、1899年（明治32年）12月9日までは国立銀行紙幣、同年12月31日までは明治通宝が並行して通用していた。